# ON THE 5th -ヴィレッジからハーレムまで-
『ON THE 5th』-ヴィレッジからハーレムまで-（オン・ザ・フィフス　ヴィレッジからハーレムまで）は宝塚歌劇団の舞台作品。雪組公演。
形式名は「C'BON ミュージカルサロン　グランド・ショー」。24場。併演作品は『追憶のバルセロナ』。
原案は小林公平。作・演出は草野旦。
雪組主演男役絵麻緒ゆう、雪組主演娘役紺野まひる、専科の成瀬こうきの退団公演。

## 公演期間と公演場所
- 2002年5月24日 - 7月8日　宝塚大劇場[1]
- 2002年8月16日 - 9月23日　東京宝塚劇場[2]

## スタッフ
※氏名の後ろに「宝塚」、「東京」の文字がなければ両共通。
- 作詞：公文健[1]
- 作曲・編曲：高橋城[1]/鞍富真一[1]
- 編曲：宮原透[1]/小高根凡平（東京）[2]
- 音楽指揮：佐々田愛一郎（宝塚）[1]、大谷木靖（東京）[2]
- 振付[1]：ランディ・スキナー/羽山紀代美/上島雪夫/伊賀裕子
- 装置：大橋泰弘[1]
- 衣装：任田幾英[1]
- 照明：勝柴次朗[1]
- 音響：加門清邦[1]
- 小道具：田中武彦[1]
- 効果：宮廻みさよ[1]
- 演出助手[1]：鈴木圭/稲葉太地
- 音楽助手：青木朝子[1]
- 振付補：イディ・コーワン[1]
- 振付コーディネーター（ランディ・スキナー担当部分）：ケンジ中尾[1]
- 装置助手：國包洋子[1]
- 衣装補：河底美由紀[1]
- 舞台進行：赤坂英雄[1]
- 舞台美術製作：株式会社宝塚舞台[1]
- 演奏：宝塚歌劇オーケストラ（宝塚）[1]
- 演奏コーディネート：新音楽協会（東京）[2]
- 制作：村上信夫[1]
- 特別協賛：株式会社シーボン[1]

## 特別出演
※氏名の後ろの「（）」の文字は2002年当時の所属組。
- 成瀬こうき（専科）[1]

## 主な配役
宝塚
- 5thスター、Mr.フィフス、パレードの男S、タップパレードの男S - 絵麻緒ゆう[1]
- 5thスター、シャイン、パレードの女S、タップパレードの女S - 紺野まひる[1]
- 5thシンガーA、カントリーボーイ・コム、バガボンド、ハイ・ソサイエティ、プレイヤーA、パレードの男A、タップパレードの男A - 朝海ひかる[1]
- 5thシンガーA、カントリーボーイ・ナル、バガボンド、ハイ・ソサイエティ、パレードの男A、タップパレードの男A - 成瀬こうき[1]
- 5thダンサー男A、カントリーボーイ・カシ、バガボンド、ハイ・ソサイエティ、プレイヤー、パレードの男、タップパレードの男A - 貴城けい[1]

東京の変更点
- プレイヤー男S、パレードの男A - 朝海ひかる[2]
- プレイヤー男A、パレードの男A - 貴城けい[2]
- パレードの男A - 成瀬こうき[2]